# Kajmany na Letnich Igrzyskach Olimpijskich 2008
Podczas Letnich Igrzysk Olimpijskich 2008 w Pekinie Kajmany reprezentowało czterech sportowców (trzech mężczyzn i jedna kobieta).
Był to ósmy start reprezentacji tego terytorium zależnego Wielkiej Brytanii na letnich igrzyskach olimpijskich.
Chorążym reprezentacji podczas ceremonii otwarcia igrzysk był pływak Ronald Forbes.

## Skład kadry

### Lekkoatletyka
- bieg na 110m mężczyzn: Ronald Forbes
  - kwalifikacje - czas: 13.59s; 19. miejsce (na 40 zawodników) q
  - ćwierćfinał - czas: 13.72s; 26. miejsce (na 30 zawodników) (odpadł w ćwierćfinałach)
- bieg na 200m kobiet: Cydonie Mothersill
  - kwalifikacje - czas: 22.76s; 3 miejsce (na 46 zawodniczek) Q
  - ćwierćfinał - czas: 22.83s; 9 miejsce (na 31 zawodniczek) q
  - półfinał - czas: 22.61s; 9 miejsce (na 16 zawodniczek) Q
  - finał - czas: 22.68s; 8 miejsce (na 8 zawodniczek)

### Pływanie
- 200m stylem grzbietowym mężczyzn:

Brett Fraser - czas: 2:01.17; 29 miejsce (na 40 zawodników) (odpadł w eliminacjach)
- 200m stylem dowolnym mężczyzn:

Shaune Fraser - czas: 1:48.60; 26 miejsce (na 57 zawodników) (odpadł w eliminacjach)
- 100m stylem dowolnym mężczyzn:

Shaune Fraser - czas: 49.56s; 36 miejsce (na 64 zawodników) (odpadł w eliminacjach)
- 100m stylem motylkowym mężczyzn:

Shaune Fraser - czas: 54.08s; 51 miejsce (na 65 zawodników) (odpadł w eliminacjach)